# Паламед
Паламе́д (дав.-гр. Παλαμήδης) — син царя Навплія і Клімени, евбейський царевич. 
Міфи приписують Паламеду винайдення літер, цифр, чисел, мір ваги і довжини, способу вимірювати час по роках і місяцях, монет, а також ігор у кості та шашки. Паламед брав активну участь в організації заморських експедицій, зокрема походу проти Трої.
За легендою, саме Паламед викрив Одіссея, коли той на Ітаці, щоб не воювати під Троєю, вдавав божевільного: орав поле й засівав його сіллю. Паламед порадив покласти в борозну Телемаха, перед яким Одіссей зупинив плуга.
Конфлікт з Одіссеєм отримав продовження і під мурами Трої. Приводом став невдалий похід царя Ітаки до Фракії — за провіантом для війська. Паламед не лише висміяв невдаху, а й сам швидко привів до табору цілий корабель, завантажений хлібом.
Ображений Одіссей змовився з Діомедом та підступно помстився кривднику. За одним з переказів, царі втопили Паламеда під час спільної риболовлі. Дехто стверджував, що його закидали камінням, коли він необачно спустився до колодязя. Проте найпоширеніша з версій каже, що Паламеда звинуватили у зраді, підкинувши до його намету золото і фальшивий лист від троянського царя. Евбейського царевича судили, визнали винним і стратили. Перед стратою він лише встиг сказати, що «сумує за правдою, яка померла раніше за мене».
Батько Паламеда Навплій вимагав покарати винних у смерті його сина. Проте Агамемнон рішуче став на бік Одіссея та Діомеда — на відміну від Ахілла, який так і не повірив у зраду евбейського героя. Ображений Навплій оголосив вбивцям війну та навіть почав топити їхні кораблі.
Показово, що «Іліада» взагалі не згадує про Паламеда; сюжети міфу про нього знаходимо в Софокла, Евріпіда та в «Кіпріях». Античні філологи вважали, що Гомер не згадував Паламеда через заздрощі.